# Harige winteruil
De harige winteruil (Dasypolia templi) is een vlinder uit de familie van de uilen, de Noctuidae.

## Beschrijving
De voorvleugellengte bedraagt tussen de 18 en 23 millimeter. De grondkleur van de voorvleugels is groenbruin, of geelbruin. De tekening bestaat uit donkere bruine en grijze spikkels, waaruit vooral een middenband herkenbaar is. Lichtgekleurde gelige exemplaren betreffen meest een mannetje. De achtervleugels zijn vuilwit met twee grijze dwarslijnen. Opvallend is het harige uiterlijk.
Na de bevruchting in het najaar sterven de mannetjes. De bevruchte vrouwtjes overwinteren. In het voorjaar leggen zij eitjes.

## Waardplanten
De harige winteruil gebruikt berenklauw en angelica als waardplanten. De rups is te vinden van april tot augustus.

## Voorkomen
De soort komt van Noord-Europa tot midden Siberië en zuidelijk daarvan in berggebieden.

### In Nederland
Uit Nederland is slechts één waarneming bekend, te Rotterdam in 1985.